# Hanádí Zakaríjá al-Hindí
Hanádí Zakaríjá al-Hindí (* září 1978, Mekka) je první žena, která se v Saúdské Arábii stala pilotkou. V době, kdy pilotní oprávnění získala, byla Saúdská Arábie jedinou zemí na světě, kde ženy nesměly řídit auto.
Pilotní zkoušky složila na Middle East Academy for Commercial Aviation v jordánském Ammánu v červnu 2005. Studium jí zaplatil saúdskoarabský princ Al-Valíd bin Talál, který ve své zemi podporuje ženskou emancipaci. Po absolvování studia ji zaměstnal ve své společnosti Kingdom Holding Company, v níž létala s malými letadly a stala se také jeho osobní pilotkou. „Když nemohou Saúdské Arabky řídit na zemi, proč jim to neumožnit ve vzduchu?" komentoval to Valíd bin Talál.
Její pilotní licence ale neplatila v Saúdské Arábii. Princova podpora jí nakonec umožnila získat potřebná oprávnění i na území její vlasti, stalo se tak ale až devět let poté, co dokončila studia, v roce 2014.